# Alic Ioan I. Nică
Alic Ioan I. Nică (n. 8 octombrie 1875, Ghelar, Județul Hunedoara, Regatul Ungariei – d. 2 iulie Secolul XX, Orăștie, Regatul României) a fost un deputat în Marea Adunare Națională de la Alba Iulia, organismul legislativ reprezentativ al „tuturor românilor din Transilvania, Banat și Țara Ungurească”, cel care a adoptat hotărârea privind Unirea Transilvaniei cu România, la 1 decembrie 1918..

## Activitatea politică
Ioan Alic (al lui Nica) – primar al Ghelariului în anii `20, a refuzat să se alinieze vreunei politici de partid. S-a dedicat trup și suflet Unirii. A cutreierat întregul ținut al pădurenilor, vorbind, la întruniri populare, pe înțelesul tuturor, despre importanța istorică a alipirii Ardealului la România. A reușit să strângă 677 de adeziuni și a fost Împuternicit al Ținutului Pădurenilor să voteze la Marea Adunare Națională de la Alba Iulia. A dus cu el, acolo, peste 50 de ghelareni..

## Lectură suplimetară
- Ioan I. Șerban, Nicolae Josan (coord.), Dicționarul personalităților Unirii. Trimișii românilor transilvăneni la Marea Adunare Națională de la Alba Iulia, Alba Iulia, Editura Altip, 2003.
- Daniela Comșa, Eugenia Glodariu, Maria M. Jude, Clujenii și Marea Unire, Muzeul Național Transilvania, Cluj-Napoca, 1998
- Florea Marin, Medicii și Marea Unire, Editura Tipomur, Târgu Mureș, 1993
- Silviu Borș, Alexiu Tatu, Bogdan Andriescu, (coord.), Participanți din localități sibiene la Marea Adunare Națională de la Alba Iulia din 1 decembrie 1918, Editura Armanis, Sibiu, 2015